# ズラブ・アバシゼ (政治家)
ズラブ・アバシゼ（グルジア語: ზურაბ აბაშიძე、グルジア語ラテン翻字: Zurab Abashidze、1973年5月3日 – ）は、ジョージアの官僚、政治家、外交官。 

## 生涯
1973年にトビリシで誕生。1990年にトビリシ国立大学に入学し、国際法学部を1995年に卒業。1993年から1995年までイングランドのシティ・カレッジ・マンチェスターに在籍。その後、ジョージア行政府法務部主席分析官および大統領府官房室長補佐官（1996年–1998年）、ジョージア国家安全保障会議法執行機関連携室顧問（1998年–2000年）、ジョージア司法最高審議会委員および法務省監察室長（2000年–2004年）。法務副大臣および法務省監察室長（2004年–2005年）、財務副大臣および政府首席補佐官およびアブハジア自治共和国特命公使（2005年–2007年）、ジョージア管理審議会監察室長（2007年–2008年）を歴任。
2009年から2010年まで自由民主主義者党幹事長。2010年、選挙連合「ジョージアのための同盟」からトビリシ市議会議員に選出。2012年まで在任し、副議長を務めた。
2012年、選挙連合「ビジナ・イヴァニシヴィリ＝ジョージアの夢」から国会議員に立候補し、サムゴリ選挙区で当選。2016年まで国会議員として在任し、国会副議長（2012年–2015年）、経済委員会委員、憲法委員会委員、国家法務顧問を務めた。2016年から駐カザフスタン特命全権大使。英語とロシア語に堪能。